# إينيسفري (ألبرتا)
إينيسفري (بالإنجليزية: Innisfree, Alberta)‏ هي قرية تقع في كندا في ألبرتا. يقدر عدد سكانها بـ 220 نسمة ومساحتها 1.27 كم2 وترتفع عن سطح البحر 680 متر.